# Biatlon az 1984. évi téli olimpiai játékokon
Az 1984. évi téli olimpiai játékokon a biatlon versenyszámait február 11. és 17. között rendezték Szarajevóban. Három férfi versenyszámban osztottak érmeket. Az NSZK, Norvégia és a Szovjetunió szerzett aranyérmet. Magyarországot öt versenyző képviselte.

## Részt vevő nemzetek
A versenyeken 25 nemzet sportolója vett részt.
- Argentína (ARG)
- Ausztrália (AUS)
- Ausztria (AUT)
- Bulgária (BUL)
- Costa Rica (CRC)
- Csehszlovákia (TCH)
- Egyesült Államok (USA)
- Finnország (FIN)
- Franciaország (FRA)
- Japán (JPN)
- Jugoszlávia (YUG)
- Kína (CHN)
- Dél-Korea (KOR)
- Magyarország (HUN)
- Nagy-Britannia (GBR)
- NDK (GDR)
- NSZK (FRG)
- Norvégia (NOR)
- Olaszország (ITA)
- Románia (ROU)
- Spanyolország (ESP)
- Svájc (SUI)
- Svédország (SWE)
- Szovjetunió (URS)
- Tajvan (TPE)

## Éremtáblázat
(Az egyes számoszlopok legmagasabb értéke vagy értékei vastagítással kiemelve.)
| Az 1984. évi téli olimpiai játékok éremtáblázata biatlonban | Az 1984. évi téli olimpiai játékok éremtáblázata biatlonban | Az 1984. évi téli olimpiai játékok éremtáblázata biatlonban | Az 1984. évi téli olimpiai játékok éremtáblázata biatlonban | Az 1984. évi téli olimpiai játékok éremtáblázata biatlonban | Olimpia  |
| ----------------------------------------------------------- | ----------------------------------------------------------- | ----------------------------------------------------------- | ----------------------------------------------------------- | ----------------------------------------------------------- | -------- |
|                                                             | Ország                                                      | Arany                                                       | Ezüst                                                       | Bronz                                                       | Összesen |
| 1.                                                          | Norvégia (NOR)                                              | 1                                                           | 1                                                           | 1                                                           | 3        |
| 1.                                                          | NSZK (FRG)                                                  | 1                                                           | 1                                                           | 1                                                           | 3        |
| 3.                                                          | Szovjetunió (URS)                                           | 1                                                           | 0                                                           | 0                                                           | 1        |
|                                                             |                                                             |                                                             |                                                             |                                                             |          |
| 4.                                                          | NDK (GDR)                                                   | 0                                                           | 1                                                           | 1                                                           | 2        |
|                                                             |                                                             |                                                             |                                                             |                                                             |          |
| Összesen                                                    | Összesen                                                    | 3                                                           | 3                                                           | 3                                                           | 9        |

## Érmesek
| Az 1984. évi téli olimpiai játékok érmesei biatlonban |                                                                                             |            |                                                                             |            |                                                                            |            |
| Versenyszám                                           | Arany                                                                                       | Arany      | Ezüst                                                                       | Ezüst      | Bronz                                                                      | Bronz      |
| 10 km sprint                                          | Eirik Kvalfoss · Norvégia (NOR)                                                             | 30:53,8    | Peter Angerer · NSZK (FRG)                                                  | 31:02,4    | Matthias Jacob · NDK (GDR)                                                 | 31:10,5    |
| 20 km egyéni                                          | Peter Angerer · NSZK (FRG)                                                                  | 1:11:52,7  | Frank-Peter Roetsch · NDK (GDR)                                             | 1:13:21,4  | Eirik Kvalfoss · Norvégia (NOR)                                            | 1:14:02,4  |
| 4 × 7,5 km váltó                                      | Szovjetunió (URS) · Dmitrij Vasziljev · Jurij Kaskarov · Algimantas Šalna · Szergej Buligin | 1:38:51,70 | Norvégia (NOR) · Odd Lirhus · Eirik Kvalfoss · Rolf Storsveen · Kjell Søbak | 1:39:03,90 | NSZK (FRG) · Ernst Reiter · Walter Pichler · Peter Angerer · Fritz Fischer | 1:39:05,10 |